# داریوش کوشان
داریوش کوشان (زادهٔ ۱۳۳۰ – درگذشته ۲۴ فروردین ۱۳۷۸) کارگردان و تهیه‌کننده فیلم اهل ایران بود.

## زندگی
داریوش کوشان متولد ۱۳۳۰ تهران، فوت: ۲۴ فروردین ۱۳۷۸ به دلیل سرطان. پدرش، دکتر اسماعیل کوشان، از پیشگامان دوره دوم سینمای ایران بود. در کودکی بازیگر برخی از ساخته‌های استودیوی پدرش ـ پارس فیلم ـ شد و بعدها شانس خود را در سینمای ایران، در زمینه تهیه‌کنندگی و کارگردانی آزمود. در ۲۳ سالگی فیلم کمدی بزن بریم را بر اساس فیلمنامه‌ای از پرویز خطیبی کارگردانی کرد و یک سال بعد کارگردانی دو فیلم مادر دوستت دارم و گل خشخاش را بر عهده گرفت. مهم‌ترین فیلمش در مقام تهیه‌کننده مهر گیاه (فریدون گله) بود که فیلم متفاوتی در کارنامه اوست. آخرین فعالیت‌های سینمایی او تهیه فریاد عشق (حسین قاسمی‌وند) و سلام تهران (+ کارگردانی) بود که هر دو در سال ۱۳۵۶ نمایش داده شد. در سال ۱۳۵۸ کارگردانی فیلم ناتمام امان منطقی به نام افیون - تب مرگ به او سپرده شد و تا سال ۱۳۶۰ درگیر ساخت فیلم بود، اما این فیلم هرگز به نمایش عمومی درنیامد. مرحوم کوشان همچنین مدتی در تلویزیون فعالیت کرد اما کارش را ادامه نداد.

## فیلم‌شناسی

### کارگردان
1. افیون - تب مرگ (۱۳۶۰)
2. شهدا (۱۳۵۸)
3. قول یک مرد (۱۳۵۷)
4. سلام تهران (۱۳۵۶)
5. گل خشخاش (۱۳۵۵)
6. مادر دوستت دارم (۱۳۵۴)
7. هیچکی بابا نمیشه (۱۳۵۴)
8. بزن بریم دزدی (۱۳۵۳)

### تهیه‌کننده
1. افیون - تب مرگ (۱۳۶۰)
2. قول یک مرد (۱۳۵۷)
3. مشت مرد (۱۳۵۷)
4. طغیانگر (۱۳۵۶)
5. فریاد عشق (۱۳۵۶)
6. قول مرد (۱۳۵۶)
7. مهرگیاه (۱۳۵۴)
8. تشنه‌ها (۱۳۵۳)

### فیلمبردار
1. قول یک مرد (۱۳۵۷)

### تدوین
1. سلام تهران (۱۳۵۶)
2. شوفر خوشگله (۱۳۵۰)

### بازیگر
1. اتهام (۱۳۳۵)